# Olympische Sommerspiele 1952/Teilnehmer (Thailand)
| Gelbes Symbol für Goldmedaillen mit stilisierten Olympischen Ringen | Graues Symbol für Silbermedaillen mit stilisierten Olympischen Ringen | Braundes Symbol für Bronzemedaillen mit stilisierten Olympischen Ringen |
| ------------------------------------------------------------------- | --------------------------------------------------------------------- | ----------------------------------------------------------------------- |
| —                                                                   | —                                                                     | —                                                                       |

Thailand nahm an den Olympischen Sommerspielen 1952 in der finnischen Hauptstadt Helsinki mit acht männlichen Sportlern an sieben Wettkämpfen in einer Sportart teil.
Es war die erste Teilnahme eines thailändischen Teams an Olympischen Sommerspielen.

## Teilnehmer nach Sportart

### Leichtathletik
100 m
- Boonterm Pakpuang
Vorläufe: in Lauf 4 (Rang 6) mit 11,7 s (handgestoppt) bzw. 11,85 s (elektronisch) nicht für die Viertelfinalläufe qualifiziert

- Aroon Sankosik
Vorläufe: in Lauf 10 (Rang 6) mit 11,5 s (handgestoppt) bzw. 11,76 s (elektronisch) nicht für die Viertelfinalläufe qualifiziert

- Adulya Vanastit
Vorläufe: in Lauf 2 (Rang 7) mit 11,2 s (handgestoppt) bzw. 11,61 s (elektronisch) nicht für die Viertelfinalläufe qualifiziert

200 m
- Boonterm Pakpuang
Vorläufe: in Lauf 14 (Rang 2) mit 23,8 s (handgestoppt) bzw. 24,15 s (elektronisch) nicht für die Viertelfinalläufe qualifiziert

- Aroon Sankosik
Vorläufe: in Lauf 16 (Rang 4) mit 23,5 s (handgestoppt) bzw. 23,64 s (elektronisch) nicht für die Viertelfinalläufe qualifiziert

- Adulya Vanastit
Vorläufe: in Lauf 7 (Rang 5) mit 23,3 s (handgestoppt) bzw. 23,50 s (elektronisch) nicht für die Viertelfinalläufe qualifiziert

400 m
- Pongamat Amatayakul
Vorläufe: in Lauf 2 (Rang 6) mit 52,9 s (handgestoppt) bzw. 53,23 s (elektronisch) nicht für die Viertelfinalläufe qualifiziert

- Sompop Svadanandana
Vorläufe: in Lauf 8 (Rang 5) mit 53,6 s (handgestoppt) bzw. 53,68 s (elektronisch) nicht für die Viertelfinalläufe qualifiziert

800 m
- Boonpak Kwancharoen
Vorläufe: in Lauf 6 (Rang 7) mit 2:12,6 min (handgestoppt) nicht für die Halbfinalläufe qualifiziert

1500 m
- Stit Leangtanom
Vorläufe: in Lauf 6 (Rang 10) mit 4:32,6 min (handgestoppt) nicht für die Halbfinalläufe qualifiziert

4 × 100 m Staffel
- Pongamat Amatayakul, Boonterm Pakpuang, Aroon Sankosik und Adulya Vanastit
Vorläufe: in Lauf 2 (Rang 6) mit 44,5 s (+ 3,38 s; handgestoppt) bzw. 44,81 s (elektronisch) nicht für die Halbfinalläufe qualifiziert

Weitsprung
- Kamtorn Snidvongs
Qualifikation, Gruppe B: 5,31 m, Rang 14 / Gesamtrang 25, nicht für das Finale qualifiziert
1. Sprung: 5,31 m
2. Sprung: 4,43 m
3. Sprung: ungültig